# Großraumwirtschaft
Großraumwirtschaft (auch: Großwirtschaftsraum) ist ein Schlagwort und Sammelbegriff für verschiedene Konzepte von unterschiedlichen Interessengruppen in den beiden Weltkriegen und in der Zwischenkriegszeit, um  eine relative wirtschaftliche Autarkie Deutschlands in einem  übernationalen Wirtschaftsverbund zu erreichen.

## Konzepte
Allen Konzepten gemein war nach Hans-Erich Volkmann die Schaffung eines Raumes zur Wettbewerbsverstärkung auf dem Weltmarkt gegenüber den anderen Großräumen, die sich bildeten: dem mit den Beschlüssen von Ottawa (1932) konstituierten geschlossenen Wirtschaftsraum Großbritanniens mit seinen Kolonien, dem bereits im agrarischen Bereich selbstversorgenden Frankreich und seinem Kolonialreich, der Sowjetunion, die nur moderne Investitionsgüter importierte, den USA und Japan.
Teichert unterscheidet zwischen einer atlantischen Fraktion, die mehr Überseehandel wollte, bestehend aus der Maschinenbau-, Elektro-, Chemieindustrie, Hjalmar Schacht, Georg Thomas, und einer Fraktion, die mehr für die kontinentale Komponente eintrat: Hitler, Werner von Blomberg, Hans Posse, Schwerindustrie, zum Teil Chemie-Industrie.

### Mitteleuropaplan Naumanns
Friedrich Naumann legte 1915 seinen Mitteleuropaplan vor. Naumann hat in der Industrie den Trend zum Großbetrieb ausgemacht, der die Formierung von wirtschaftlichen Großräumen verlangte. Dies machte überstaatliche Integration notwendig, die Naumann auf freiwilliger Basis aus Überzeugung, unter Rücksicht von nationalen Interessen auf Minderheiten, herstellen wollte. Um den Kernbereich Deutschland und Österreich-Ungarn sollten sich Dänemark, Bulgarien, Serbien, Griechenland, die Schweiz, Holland und die Niederlande und eventuell Italien gruppieren und einen einheitlich, nach deutschen Ordnungsprinzipien geregelten Wirtschaftsraum bilden. Dieser Block sollte sich militärisch und wirtschaftlich gegenüber anderen Blöcken behaupten können.

### Reformer
Eine Gruppe – sie nannte sich selbst „Reformer“ – um Wilhelm Grotkopp, Wilhelm Gürge und Walter Grävell kam in der „Studiengesellschaft für Mittel- und Südosteuropa“ zusammen und trat mit dem Anspruch auf, mit dem Terminus Großraumwirtschaft das Mitteleuropa-Vokabular bereichert zu haben. U. a. in der Monatszeitschrift „Europa-Wirtschaft“ propagierten sie die Großraumwirtschaft als Zwischenstufe, um zu einem freien Welthandel zurückzukehren. Ein größerer Markt, eine rationellere Produktion infolge größerer Serien, komplementäre Ergänzung von Industrie und Landwirtschaft und Konjunktur sollten Angebot und Nachfrage wieder ins Gleichgewicht bringen. Nach 1933 stellte sich die Reformer in den Dienst jener NS-Kreise, die an Exportförderung interessiert waren.

### Tat-Kreis
Vertreter des Tat-Kreises wie Ferdinand Fried und Giselher Wirsing  setzten sich für einen eigenständigen Weg Deutschlands zwischen West und Ost in einem Zwischeneuropa ein, für das ein großdeutscher Wirtschaftsblock aus Deutschland, Österreich und der Tschechoslowakei gebildet werden sollte, zu dem ein föderativer Wirtschaftsraum aus Estland, Lettland, Litauen, Polen, Ungarn, Jugoslawien, Bulgarien und Rumänien treten sollte. Zur Erreichung des Zieles wurde ein Krieg nicht ausgeschlossen. Wirsing formulierte 1931 die Alternative: „Kolonie des Westens oder Herauslösung aus kapitalistischer Verkettung“.

### Industrie
Nach dem Ersten Weltkrieg verfolgte der Mitteleuropäische Wirtschaftstag (MWT) die Schaffung einer von Deutschland dominierten Großraumwirtschaft in Mittel- und Südosteuropa. Er propagierte bereits eine Annexion Österreichs als Brückenschlag nach Südosteuropa, Der Geschäftsführer des MWT Max Hahn stufte Südosteuropa 1932 als „Gebilde mit wirtschaftlichem kolonialen Charakter“ ein.
Der Reichsverband der Deutschen Industrie ging 1934 davon aus, dass der Welthandel künftig in Raumeinheiten zerfalle, die aus industriellen Kernen und einen Kranz ihn umgebender Agrar- und Rohstoffländer besteht, die Handel auf komplementärer Basis betreiben.
In seiner berühmt gewordenen Rede mit dem Titel „Gegenwarts- und Zukunftsprobleme der deutschen Industrie“ auf der Tagung „Wirtschaft in Not“ des Bayerischen Industriellen-Verbandes am 24. März 1931 führte der Vorstandsvorsitzende der I.G. Farben Carl Duisberg aus:

„Aus der Enge des nationalen Wirtschaftsraumes streben kräftige Industriestaaten ebenso wie absatzsuchende Agrarstaaten nach größeren übernationalen Wirtschaftsräumen, die für einen größtmöglichen Anteil der Produktion Ausgleich in sich bieten […] Erst ein geschlossener Wirtschaftsblock von Bordeaux bis Sofia wird Europa das wirtschaftliche Rückgrat geben, dessen es zur Behauptung seiner Bedeutung in der Welt bedarf. Denn während überall in der Welt neue Wirtschaftsräume zur Aktivierung schreiten, während sich ein panamerikanischer, ein indischer, ein chinesischer Wirtschaftsraum vorbereitet, droht Europa durch seinen inneren Zwist immer mehr an Bedeutung zu verlieren, zumal Rußland als mächtiger Wirtschaftsraum aus dem europäischen Gefüge ausgebrochen ist“

Damit entsprach Duisberg auch den Auffassungen von Eduard Hamm, dem geschäftsführenden Präsidiumsmitglied des Deutschen Industrie- und Handelstages, der am 10. Juli 1930 an Paul Reusch schrieb:

„Furchtlos und neidlos vereint, wären Frankreich und Deutschland eine ungeheure Kraft. Der nahe europäische Osten und das Kolonialreich Frankreichs böten uns Raum genug.“

### Reichswirtschaftsministerium und Auswärtiges Amt
Der Staatssekretär Hans Posse hatte schon 1924 in einer Denkschrift für das Reichswirtschaftsministerium gefordert, das Prinzip der gleichberechtigten Wirtschafts- und Finanzbeziehungen in den Handelsbeziehungen aufzugeben und sie für eine Außenpolitik mit „imperialistischen Horizonten“ zu instrumentalisieren um das deutsche Kartellsystem in jene europäischen Länder zu verlängern, die noch nicht davon erfasst seien. Er strebte die Vermachtung von Binnenmärkten zur Absatzsicherung in Südosteuropa, in Nordeuropa den baltischen Staaten und den Beneluxländern an. Zudem hielt er militarisierte Arbeitsabläufe und volksgemeinschaftähnliche Gesellschaftsformationen für notwendig.
Das Auswärtiges Amt vertrat 1932 die Auffassung, die handelspolitische Aktivität auf die Schaffung eines großen europäischen Wirtschaftsraumes mit Schwerpunkt auf Südosteuropa und einer friedlichen Zusammenarbeit mit der Sowjetunion zu konzentrieren.

### Nationalökonomie
Teichert konstatiert, dass es in der Wirtschaftswissenschaft eine Nationalisierung und Militarisierung außenwirtschaftlichen Denkens lange vor 1933 gab. In den renommierten Zeitschriften Weltwirtschaftliches Archiv und der Zeitschrift für die gesamte Staatswissenschaft um Hermann Bente, Andreas Predöhl, Egner, Theodor Pütz, Günter Schmölders und Friedrich von Gottl-Ottlilienfeld wurde eine völkische Außenwirtschaftslehre entwickelt. Insbesondere Predöhl systematisierte diese Lehre, die an die Spitze der Werthierarchie den Staat setzte dessen autarkische Potenzen durch sein Sonderbewusstsein, Geltungswillen, Machtbehauptung und Machtausdehnung bestimmt werden und das „völkische Optimum“ zwischen Autarkie und Außenhandel finden müsse. Nach deren einhelliger Auffassung konnte dies nur in einem „völkisch-politischer Großwirtschaftsraum“, ein „wirtschaftlicher Zusammenschluß kleiner mit größeren Räumen zu einem einheitlichen wirtschaftlichen Lebensraum“ leisten.
Im Herbst 1932 prallten auf der Dresdner Tagung des Vereins für Sozialpolitik Vertreter dieser Richtung mit Vertretern von liberalen außenwirtschaftlichen Ideen aufeinander. Nach 1933 wurde die kritische Gegenposition gewaltsam, durch Entlassung, Zwangspensionierung oder Flucht ins Exil, eliminiert. Dies betraf Männer wie Fritz Neumark, Christian Eckert, Franz Eulenburg, Wilhelm Gerloff, Wilhelm Röpke, Emil Lederer, Eduard Heimann, Paul Hermberg.

### Nationalsozialismus
Im September 1939 wurde die Gesellschaft für europäische Wirtschaftsplanung und Großraumwirtschaft von Werner Daitz gegründet. Dieser schrieb am 31. Mai 1940 in einer Denkschrift zur Errichtung eines Reichskommissariats für Großraumwirtschaft:

„Seit mehr als zwei Jahrzehnten habe ich in zahlreichen Artikeln, Reden und Büchern darauf hingewiesen, dass das unter dem Protektorat des englischen Pfundes und der englischen Flotte stehende liberalistische Weltwirtschaftssystem sich zwangsläufig auflösen müsse in mehrere autonome oder autarke Wirtschaftsblöcke bzw. Großraumwirtschaften: in einen Dollarblock, einen Yenblock, einen Rupienblock und einen kontinentaleuropäischen Markblock.
[…]
Eine kontinentaleuropäische Großraumwirtschaft unter deutscher Führung muß in ihrem letzten Friedensziel sämtliche Völker des Festlandes von Gibraltar bis zum Ural und vom Nordkap bis zur Insel Cypern umfassen, mit ihren natürlichen kolonisatorischen Ausstrahlungen in den sibirischen Raum und über das Mittelmeer nach Afrika hinein.“

Marxistische Historiker der DDR wie Dietrich Eichholtz haben als erste die Strategie einer Autarkie im Großraum als Kalkül nationalsozialistischer Expansionspolitik erkannt. DDR-Historiker und -Historikerinnen wie Roswitha Berndt sahen keinen wesentlichen Unterschied zwischen der Außenhandelspolitik der Weimarer Republik und der Außenhandelspolitik des Naziregimes. Laut Eichholtz erschien 1941 jener „Wirtschaftsblock von Bordeaux bis Sofia“ von dem Duisberg 10 Jahre zuvor gesprochen hatte auf der politischen Karte.
In der westlichen Geschichtsschreibung wurden diese Schlagworte zunächst als rein ideengeschichtliche Konstrukte gewertet und nicht zu Vorstellungen und Motiven Hitlers gezählt.
Hermann Graml meint, dass Faschisten, Nationalsozialisten und alle verwandten rechtsextremistischen Geister den damaligen weltweiten Abfall in den „ökonomischen Nationalismus“ durch Schutzzölle wie den Smoot-Hawley Tariff Act und den durch die Konferenz in Ottawa geschaffene handelspolitisch geschlossenen Wirtschaftsraum, welche die Weltwirtschaftskrise verschärften, argumentativ für die Richtigkeit der Schaffung riesiger und autarker Wirtschaftsräume nutzen konnten.
Für Volkmann waren vor allem wegen der nationalsozialistischen Autarkiepolitik ein „Großteil“ der deutschen Finanz- und Wirtschaftsrepräsentanz nach anfänglichen Zögern „mehr oder weniger unbedenklich bereit“ mit den Nationalsozialisten „gemeinsame Sache“ zu machen. Die expansive territoriale Ausrichtung der Autarkiepolitik bot den Unternehmern, bei Verbleib der Produktionsmittel in ihren Eigentum und der Gewinnmaximierung, die Lösung ihrer ökonomischen Probleme. Sie ersehnten sich eine Abkehr vom Weltmarkt und einen autarken Großwirtschaftsraum herbei, der einen einzigen großen Markt und einen vergrößerten Produktions-, Organisations- und Verkehrsraum mit den Möglichkeiten einer rationelleren und darum billigeren Gütererzeugung bot.
Auch Paul Windolf und Christian Marx meinen, dass die vom NS-Regime propagierte Idee einer Großraumwirtschaft unter deutscher Hegemonie von vielen Managern unterstützt wurde, da sie überzeugt waren nur in einem europäischen zollfreien Markt die Massenproduktion rentabel organisieren zu können. So hatte der Bosch-Manager Hans Walz in seiner „Feuerbacher Rede“ im Juli 1943 ausgeführt:

„wir mussten nach der für uns ungünstigen Neuverteilung der Welt [nach dem Ersten Weltkrieg] uns wenigstens in dem noch umstrittenen Teilgebiet des Weltmarkts eine wesentliche Stellung sichern, um einen genügend grossen Wirtschaftsraum als Absatzfeld zur Verfügung zu haben. Wir mussten uns einen solchen wirtschaftlichen Grossraum erzwingen, um [...] ebenso billig sein zu können als unsere wirtschaftlich übermächtig gewordene Auslandskonkurrenz.“

Laut Windolf und Marx hat Hitler in seiner Rede vor dem Industrie-Club Düsseldorf 1932 unmissverständlich klargemacht, dass der europäische Binnenmarkt nur mit militärischen Mitteln geschaffen werden könne.
Lebensraum im Osten ist für Bernd-Jürgen Wendt eine spezifisch nationalsozialistische Variante deutscher „Großraumwirtschaft“, aber in einer neuen viel radikaleren Qualität. Mitteleuropa, Großwirtschaftsraum, Autarkie und Lebensraum stellten laut ihm das „gemeinsame programmatische Dach“ zwischen den Nazis und traditionellen Eliten in Wirtschaft, Bürokratie und Wehrmacht dar, welches den Übergang von der Weimarer Republik ins Dritte Reich vergleichsweise reibungslos und gleitend vollziehen ließ. Die Begriffe waren vieldeutig, schwammig und auslegungsfähig und deckten so tiefgreifende Divergenzen zu. Die traditionellen Eliten hofften, im entscheidenden Augenblick die Außenpolitik schon in die richtige Richtung steuern und radikale rasseideologischen Verirrungen vermeiden zu können. Schon früh hatte sich die Vorstellung eines Großraums bzw. Großwirtschaftsraums mit der Idee eines »Lebensraums« vermischt. So forderte Max Hahn 1929 in der Zeitschrift „Volk und Reich“ für Deutschland die „Sprengung seines Lebensraumes“ der als Wirtschaftsraum gesehen wurde. Max Ilgner Vorstandsmitglied der I.G. Farben stellte die Formel „Lebensraum = Großwirtschaftsraum“ auf, wobei er Lebensraum aber nicht als einen Raum ansah, „in dem Deutschland siedeln oder leben will, sondern mit dem Deutschland zusammenleben und Wirtschaft treiben will“ als „gegenseitiger wirtschaftlicher Ergänzungsraum“.
Den wesentlichen Unterschied zwischen der NS-Führung und den übrigen gesellschaftlichen Machtträgern sieht Teichert in der Form, wie die Sowjetunion in die Großraumpläne eingebunden werden sollte. Während die Nazis sie ausplündern und kolonisieren wollten, waren die traditionellen Eliten im Großen und Ganzen auf eine friedliche Zusammenarbeit bedacht.
Laut Ludolf Herbst verbanden sich die Neuordnungsplanungen für die europäische Wirtschaft nach dem Frankreichfeldzug mit der Forderung nach einem Rückzug des Staates auf die Position einer „Führung nur in den Grundzügen“ der Wirtschaftspolitik. Weder Göring noch Hitler setzten einen klaren ordnungspolitischen Rahmen. Man stellte sich „die europäische Großraumwirtschaft im wesentlichen als ein Ergebnis der Initiative der Wirtschaft selber“ vor, wie Gustav Schlotterer am 3. Oktober 1940 vor dem Großen Beirat der Reichsgruppe Industrie ausführte. Nach Herbst ging das Regime damit nicht anders vor, als in der Herrschaftsausübung als sonst auch: die Träger des ökonomischen Systems sollte zu autochthonen Lösungsvorschlägen veranlasst werden, aus deren Fülle dann die ‚Führung’ den ihr am besten passenden scheinenden aussucht.
Nach Dietrich Eichholtz entwickelten die Wirtschaftseliten die Neuordnungspläne, auch „Wunschprogramme“ und „Friedensplanungen“ genannt, in einer „krankhafte[n] Euphorie“ nach dem gewonnenen Frankreichfeldzug. Sie legten schon binnen weniger Wochen ihre Pläne vor die die Behörden in Staunen versetzten. Diese Pläne seien die entwickelsten und durchdachtesten ihrer Art.
Für Bernd Martin bedeutet der Begriff „Friedensplanung“ eine Perversion des Begriffes Frieden. Während sich die Montanindustrie nur die wirtschaftliche Hegemonie Deutschlands über Europa befürwortete, zielten die chemischen und Elektrogroßkonzerne auf eine weltweite Beherrschung des Marktes, von dieser Grundhaltung einflussreicher Mächtegruppierungen her geurteilt, mussten alle amtlichen „Friedensplanungen“ Keime weiterer Kriege in sich bergen. Er urteilt, das wenn auch Hitlers Programm nicht vom „Monopolkapital“ bestimmt wurde, und Hitler alles andere als eine Marionette der Schwerindustrie war, könne man nicht in Abrede stellen, dass die Industriekreise ihm willig folgten und die militärischen Eroberungen sehr zum Vorteil ihrer Firmen ausnutzten.